# کریس میلر (پویانما)
 کریس میلر (انگلیسی: Chris Miller؛ زادهٔ ۱۹۶۸ (۵۶–۵۷ سال)) یک هنرپیشه، صدا پیشه، کارگردان، پویانما، و فیلم‌نامه‌نویس اهل ایالات متحده آمریکا است. وی از سال ۱۹۸۸ میلادی تاکنون مشغول فعالیت بوده‌است.
از فیلم‌ها یا برنامه‌های تلویزیونی که وی در آن نقش داشته است می‌توان به ماداگاسکار: فرار به آفریقا ، شرک ۳ و گربه چکمه پوش اشاره کرد.